# Lobelia fissiflora
Lobelia fissiflora är en klockväxtart som beskrevs av Neville Grant Walsh. Lobelia fissiflora ingår i släktet lobelior, och familjen klockväxter. Inga underarter finns listade i Catalogue of Life.